# Zanthoxylum myrianthum
Zanthoxylum myrianthum är en vinruteväxtart som först beskrevs av A.C. Smith, och fick sitt nu gällande namn av Alma May Waterman. Zanthoxylum myrianthum ingår i släktet Zanthoxylum och familjen vinruteväxter. Inga underarter finns listade i Catalogue of Life.